# Still Life (песня)
«Still Life» (кор. 봄여름가을겨울; новая корейская романизация: Bom Yeoreum Gaeul Gyeoul; буквально: «Весна, лето, осень, зима») — песня южнокорейского бойз-бэнда Big Bang. Вышла на лейбле YG Entertainment 5 апреля 2022 года, став первым релизом за четыре года после «Flower Road» (2018), а также единственным релизом Big Bang после ухода из группы Сынри.
«Still Life» имела коммерческий успех, возглавив чарты в Южной Корее, Вьетнаме, Сингапуре, Гонконге и Малайзии. Big Bang стали третьей K-pop группой в истории чарта Billboard Global 200 с момента его создания (2020), песня которой дебютировала в его первой десятке, заняв девятое место.

## Предыстория и релиз
T.O.P первым из участников группы в феврале 2017 года начал обязательную двухлетнюю военную службу. До декабря этого года группа провела несколько концертов в разных странах как квартет. В 2018 году G-Dragon, Тхэян и Тэ Сон также начали службу в армии, деятельность группы была приостановлена. Цифровой сингл «Flower Road» был выпущен в марте 2018 года как прощание группы со своими поклонниками перед длительным перерывом.
Пятый участник группы, Сынри, должен был начать службу 25 марта 2019 года. Однако 11 марта он объявил о своем уходе из группы, а также об уходе из индустрии развлечений из-за того, что был замешан в скандале, связанном с ночным клубом Burning Sun. Остальные участники группы в течение 2019 года завершили военную службу. В марте 2020 года, несмотря на сообщения о том, что группа распалась, все четверо продлили свои контракты с YG Entertainment и готовились к возвращению, которое в конечном итоге было отложено из-за пандемии COVID-19. 21 марта 2022 года представители YG подтвердили, что группа вернется с новым синглом 5 апреля 2022 года; название трека «Still Life» стало известно три дня спустя.

## Критический прием
«Still Life» получил положительные отзывы критиков. Анджела Патрисия Суасильо из NME дала песне 5 звезд из 5, отметив, что трек показывает то, «где группа была четыре года назад» и то, на сколько они продвинулись к настоящему времени. По мнению Суасильо, песня «напоминает софт-рок 70-х и 80-х годов, „Still Life“ преуспевает в выявлении» неповторимости каждого участника как вокалистов (Тхэян и Те Сон), так и рэперов (G-Dragon и T.O.P). В клипе четверо участников ни разу не появляются вместе в одном кадре, как бы подчёркивая, что со временем их пути расходятся. Несмотря на то, что индивидуальное развитие каждого из них никогда не было признаком распада, здесь всё же достаточно ясно, что этот прогресс — естественный, хотя в него и вложено большое чувство. Песня «закрывает главу их жизни, которая оставалась в подвешенном состоянии в течение последних четырёх лет — означает ли это последний поклон от группы — это то, что нам придется ожидать и увидеть». Кристин Квак из Rolling Stone сочла, что песня показывает «уязвимость и рост» группы. Строки, где участники прощаются с «любимыми молодыми днями», всё ещё продолжая их вспоминать, возвращают к временам безумной популярности Big Bang. Спустя полтора десятилетия они углубились в познание себя и, «кажется, довольны тем, где они находятся». В своей партии T.O.P читает рэп, где обещает «похоронить все травмы прошлых ночей» и измениться, чтобы стать лучше. 
«Still Life» была включена в списки лучших песен 2022 года по версии Slant Magazine (27 место), Rolling Stone (73) и Time Out (12), а также одной из лучших песен года K-pop по версии Billboard (3) и Nylon.

## Позиции в чартах
Сразу после выхода «Still Life» возглавила все внутренние музыкальные чарты Южной Кореи, а также чарты в реальном времени на крупных музыкальных стриминговых сайтах в Китае и Японии. Песня дебютировала под номером один в южнокорейском цифровом чарте Gaon в выпуске от 3–9 апреля 2022 года. В составных чартах Gaon Download Chart, Gaon Streaming Chart и Gaon BGM Chart песня также дебютировала на первом месте. «Still Life» оставалась на первом месте Digital Chart в течение трех недель подряд, занимала первую строчку в Streaming Chart в течение пяти недель подряд. В Billboard K-pop Hot 100 песня дебютировала под номером два 16 апреля 2022 года, на следующей неделе она поднялась на первое место. 
В Гонконге «Still Life» дебютировал под номером один в Billboard Hong Kong Songs в выпуске чарта от 16 апреля 2022 года. В Индонезии песня дебютировала под номером восемь в Billboard Indonesia Songs в выпуске чарта от 16 апреля 2022 года. «Still Life» занимала первые места в чартах других азиатских территорий: Billboard Malaysia Songs в течение двух недель подряд, в Сингапуре на RIAS Top Streaming Chart в выпуске чарта от 1–7 апреля 2022 года и Billboard Vietnam Hot 100, в последнем песня оставалась на первом месте в течение трёх недель подряд. На Тайване «Still Life» дебютировала под номером три в Billboard Taiwan Songs в выпуске чарта от 16 апреля 2022 года. В Японии песня появилась под номером семь в Billboard Japan Hot 100 в выпуске чарта от 13 апреля 2022 года, на втором месте в Download Songs, на семнадцатом месте в Streaming Songs и на девятом месте в Top User Generated Songs. В Oricon Combined Singles «Still Life» дебютировала под номером одиннадцать в выпуске чарта от 18 апреля 2022 года. 
В Новой Зеландии песня появилась под номером восемь в RMNZ Hot Singles в выпуске чарта от 11 апреля 2022 года, в Австралии заняла четвертую строчку, в чарте ARIA Top 20 Hitseekers Singles Chart — третью в выпуске от 11 апреля 2022 года. 
В Соединенных Штатах «Still Life» дебютировала под номером один в Billboard World Digital Song Sales, это пятый сингл Big Bang, достигший первого места в данном чарте. В Billboard Digital Song Sales в выпуске чарта от 16 апреля 2022 года сингл занял 24-е место. В Канаде песня дебютировала под номером 87 в Billboard Canadian Hot 100 в выпуске чарта от 16 апреля 2022 года. Во всем мире песня возглавила чарты iTunes Top Songs в 33 регионах и дебютировала под номером девять в Billboard Global 200, с 34 миллионами прослушиваний и 29 700 продажами по всему миру, что сделало Big Bang третьей корейской группой, вошедшей в топ-10 чарта; появилась под номером три в Billboard Global Excl. U.S. в выпуске чарта от 16 апреля 2022 года.

## Клип
Фанаты группы давно ожидали новую песню Big Bang, но видеоклип на неё породил опасения, что это последнее выступление группы. Сцены, составляющие видеоряд наводят на мысль о распаде Big Bang. Во время исполнения своей партии G-Dragon смотрит на зрителей в зале, которые скрываются за пеленой тумана — этот момент был воспринят как прощание лидера группы. T.O.P поёт в одиночестве на фоне большой луны в маске кролика. Перед тем как уйти, он снимает маску и бросает последний печальный взгляд. За Тхэяном видна надпись — это Псалом 30, стих 11: «Ты превратил мою скорбь в радостный танец. Ты снял с меня траурные одежды и облачил меня в радость». Таким образом выражается благодарное воспоминание певца о времени, проведённом в группе. Тэ Сон видит себя в молодости, а потом поворачивается и уходит в неизвестное будущее. После появления надписи «LIFE» на корме корабля, участники группы идут каждый своим путём. Надпись может символизировать, что они будут жить своей жизнью вне группы. В одной из последних сцен показаны четыре пустых стула: «Нужны ли какие-то слова? Сцена говорит сама за себя, но V.I.P.s знают, что никакая другая группа никогда не займет их место, освободится оно или нет», — заключает обозреватель ресурса Koreaboo.